# Andreas Nikolaou
Andreas Nikolaou (* 2. Juli 1982) ist ein zypriotischer Radrennfahrer.
Andreas Nikolaou wurde 2002 bei der zypriotischen Meisterschaft im Einzelzeitfahren der Eliteklasse Dritter hinter dem Sieger Theodoros Kotopoulis. In der Saison 2007 wurde er in Zygi wieder Dritter, diesmal hinter Christos Kythreotis. Bei der nationalen Meisterschaft 2008 in Zygi gewann Nikolaou in der Eliteklasse das Einzelzeitfahren.

## Erfolge
2008
- Zypriotischer Meister – Einzelzeitfahren